# Apollon Maïkov
Apollon Nikolaïevitch Maïkov (en russe : Аполло́н Никола́евич Ма́йков, né le 23 mai 1821 (4 juin dans le calendrier grégorien) à Moscou, mort le 8 mars 1897 (20 mars dans le calendrier grégorien) à Saint-Pétersbourg) est un poète russe. Fils du peintre Nikolaï Maïkov, grand ami de Fiodor Dostoïevski, avec qui il échange une correspondance nourrie, il est enterré au cimetière de Novodiévitchi de Saint-Pétersbourg. 
Maïkov est surtout connu pour son œuvre lyrique mettant en valeur des images de villages de la Russie profonde et de son histoire. Son amour pour la Grèce et la Rome antiques, qu'il étudia pendant l'essentiel de sa vie, se reflète également dans son œuvre. Maïkov passe ainsi quatre années à traduire Le Dit de la campagne d'Igor en russe moderne. Il retranscrit également des pièces des folklores biélorusse, grec, serbe et espagnol ainsi que des œuvres de Heinrich Heine, Adam Mickiewicz, Goethe et d'autres. Nombre de ses poèmes ont par ailleurs été mis en musique par Rimsky-Korsakov et Tchaïkovski.
Son fils Apollon Apollonovitch fut également peintre et écrivain.

## Œuvre
Émule de Fiodor Tiouttchev, il séjourne en Italie à l'époque des grandes luttes littéraires des années 1840: il hésite entre la peinture et la poésie, mais retourne en Russie pour prendre la direction la direction de la censure étrangère. 
L'étude du monde antique à Rome lui avait cependant inspiré des essais de critique d'art (Esquisses romaines, 1842), quelques poèmes anthologiques et jusqu'à des compositions plus ambitieuses dans le genre épique : Savonarola, La Cathédrale de Clermont, La Confession de la reine. 
Après son retour en Russie, Maïkov est absorbé par ses devoirs professionnels jusqu'à la guerre de Crimée qui relègue le censeur à l'arrière-plan : il publie un recueil de circonstance L'année 1854, se brouille avec l'Occident, et se laisse entraîner par le courant slavophile et néo-grec. Deux recueils de poésies néo-grecques suivies, de 1860 à 1880, par des traductions de vieux poèmes slaves, marquent cette nouvelle étape. 
Durant ses longs séjours en Europe occidentale, dans le courant des années 1860, Dostoïevski lui délègue ses pouvoirs pour négocier ses contrats auprès des éditeurs. On possède quarante lettres de Dostoïevski à Maïkov et quarante-quatre de Maïkov à Dostoïevski.
Insensiblement, Maïkov s'engage dans la mêlée contemporaine des idées et des passions politiques. Le poème intitulé La Princesse, la plus originale de ses œuvres, en porte témoignage : d'une liaison avec un jésuite de Paris, une grande dame russe a une fille qui, élevée loin d'elle, est devenue nihiliste. Un soir de bal, cette jeune dévoyée vient réclamer à sa mère des documents importants, la menaçant, en cas de refus, de révéler le secret de sa naissance à la troisième section - la police d'État. La grande dame s'évanouit et meurt en octaves impeccables. 
Il achève, avant de mourir, deux drames lyriques, Les Trois Morts et Les Deux Mondes, qui depuis l'Italie demeuraient à l'état d'esquisses dans ses papiers. Lutte ici et là du monde gréco-romain avec le monde chrétien, ce diptyque dramatique évoque, dans sa première partie, les figures plastiques mais froides de trois représentants de la civilisation païenne à l'agonie : le poète Lucain, le philosophe Sénèque et l'épicurien Lucius, tous trois condamnés à mort par Néron pour leur participation à la conjuration de Pison.
Les héros des Deux Mondes sont le patricien Décius, qui s'empoisonne dans son palais au milieu d'une fête, et la tendre et vaporeuse Lida, qui personnifie le génie du christianisme. Entre les deux, un Juvénal sans verve.